# 國發基金創業天使計畫
行政院國家發展基金創業天使計畫，是2013年12月16日中華民國行政院國家發展基金管理會宣布啟動的一個計畫，5年內投入新臺幣10億元，提供300家新創企業資金及企業經營相關輔導，協助新創事業發展。2018年9月21日截止。

## 歷史
2012年5月28日，行政院舉辦記者會，提出創業天使計畫等13項提振景氣措施。2013年12月16日，行政院國家發展基金管理會宣布啟動創業天使計畫，主辦單位為行政院經濟建設委員會與行政院國家發展基金管理會，執行單位為台北市電腦公會。
創業天使計畫目的為幫助具創新、創意及未來發展潛力的新創企業，取得「機構投資人」投資前，營運發展第一桶金。計畫對象以國內成立獨資、合夥事業或公司者，且成立未滿3年之國內獨資、合夥事業或公司，得以申請計畫經費。計畫提供資金額度以個案核准額度上限為營運計畫總金額40%，同一申請人及其關係人或受輔導企業及其關係企業之累計核准額度以新臺幣1,000萬元為限。
創業天使計畫申請案件之審議，截至2015年9月底，台北市電腦公會審議通過171案，通過率約15~16%。以五大分類來看，民生文創休閒通過62件最多，但通過率最高的則是環保與綠能約30%，但通過件數僅7件；另外還有電機電子資訊類的案子共48件、生醫與醫療器材23件、流通及電子商務39件。
2018年9月21日，創業天使計畫截止收件。

## 爭議
- 原本預計5年內匡列10億元資金，協助300家以上創業團隊及新創事業，由於外界申請踴躍，目前來看，10億元資金最快在2016年底就會用罄，國發會主委杜紫軍先前則公開對外承諾：「錢不是問題」，若這個制度能實際上幫助到創業者籌到創業第一桶金，10億用完，國發基金會再撥10億元，讓天使計畫繼續下去。[4]
- 有立法委員於立法院質疑，通過補助的案例多集中在南部。國發基金以數字說明，整體通過率約15～16％，相較於北部，南部申請案件較少、通過率反而較高。[4]

## 外部連結
- 國發基金創業天使計畫的Facebook專頁
- 國發基金創業天使計畫網站（页面存档备份，存于）